# Anvers (district)
Pour les articles homonymes, voir Anvers (homonymie).
Anvers (en néerlandais : Antwerpen) est un district de la ville belge d'Anvers située en Région flamande dans la province d'Anvers. L'actuel district d'Anvers, contient la ville d'Anvers d'origine telle qu'elle existait avant la fusion de 1958, date à laquelle la ville a été associée aux villages Berendrecht, Zandvliet et Lillo.

## Toponymie
Selon une légende datant du XVe siècle, un géant, Druoon Antigoon, qui collectait un droit de passage très lourd sur les bateaux qui passaient et coupait la main de ceux qui refusaient de payer. Un soldat romain, Silvius Brabo, tua le géant, lui coupa la main et la jeta dans l'Escaut. D'où le nom « Handwerpen » (hand=main, werpen=jeter) devenu Antwerpen, en français « Anvers ».

## Histoire
Le XXe siècle, permettra la ville d'Anvers (superficie du district actuel) de se développer, bien interrompue par deux guerres mondiales, le territoire de la ville a grandi, notamment en raison de l'élargissement de son port.

## Géographie

### Quartiers
Le district d'Anvers est composé administrativement de 22 quartiers :
- Anvers-Nord (en néerlandais, Antwerpen-Noord)
  - sous-quartiers : Stuivenberg, Seefhoek, Amandus-Atheneum, Chinatown
- Centre historique (en néerlandais, Historisch Centrum)
- Brederode
- Dam (nl) (avant Den Dam)
- Quartier de la Gare[2] (en néerlandais, Centraal-Station)
  - sous-quartiers : Kievitwijk, Diamant, Statiekwartier, quartier Juif
- Haringrode
- Harmonie
- l'Îlot (en néerlandais, Eilandje)
- Kiel
- Linkeroever
- Luchtbal-Rozemaai-Schoonbroek
  - sous-quartiers : Luchtbal, Rozemaai, Schoonbroek
- quartier des Marins[3] (en néerlandais, Schipperskwartier)
- Markgrave
- Meir
- Middelheim
- Quartier latin (est moins connu sous le nom officiel de Theaterbuurt)
- Saint-André (en néerlandais, Sint-Andries)
- Stadspark
- quartier du Sud ou Le Zuid (en néerlandais, Zuid-Museum ou Het Zuid)
- Tentoonstelling
- Universiteitsbuurt ou quartier de l'Université
- Zurenborg

Le nord du district où se trouve le port est composé de 3 anciennes communes, celle-ci sont pratiquement inhabités aujourd'hui : 
- Austruweel, (en néerlandais, Oosterweel),
- Oorderen,
- Wilmarsdonk.

## Démographie
La superficie du district d'Anvers est à 8730 hectares et comptait 168 049 habitants le 31 décembre 2006. Conformément à la loi des districts, un district avec plus de 100 000 habitants peut être divisé en petits quartiers.

## Lieux touristiques

### Musées
- Musée d'art contemporain
- Musée du diamant
- Musée royal des beaux-arts
- Museum aan de Stroom
- Rubenshuis

### Église
- Cathédrale Notre-Dame

### Autres bâtiments et attractions touristiques
- Gare d'Anvers-Central
- Gare d'Anvers-Dam
- Grand-Place d'Anvers
- Hôtel de ville
- Le Steen
- Le zoo d'Anvers

## Politique

### Collège du district
Le conseil des districts d'Anvers est exercé par le collège du district (nl) (en néerlandais : Districtscollege ou Districtsbureau).
| Collège du district d'Anvers | Collège du district d'Anvers                                                                                       |
| ---------------------------- | --- |
| Président de district (nl)   | Zuhal Demir (N-VA)                                                                                                 |
| Échevins de district (nl)    | 1. Lieve Stallaert (Groen) 2. Willem-Frederik Schiltz (Open Vld) 3. Paul Cordy (N-VA) 4. Tom van den Borne (Groen) |

### Conseil de district
Le conseil de district (nl) d'Anvers compte 33 sièges.

#### Résultats des élections de district
Le premier conseil de district a été élu le 8 octobre 2000, et a commencé le 1er janvier 2001. Elle comptait depuis 33 sièges.
Le conseil de district actuel a été élu le 14 octobre 2012.
Le conseil de district suivant sera élu le 14 octobre 2018.
| Parti                           | 08/10/2000 | 08/10/2000 | 08/10/2006 | 08/10/2006 | 14/10/2012 | 14/10/2012 |
| votes / sièges                  | %          | 33         | %          | 33         | %          | 33         |
| ------------------------------- | ---------- | ---------- | ---------- | ---------- | ---------- | ---------- |
| CVP                             | 10,39      | 3          | -          |            | -          |            |
| CD&V-N-VA                       | -          |            | 11,19      | 4          | -          |            |
| sp.a-CD&V                       | -          |            | -          |            | 29,60      | 10 (8+2)   |
| SP / sp.a-spirit                | 19,66      | 7          | 37,71      | 13         | -          |            |
| N-VA                            | -          |            | -          |            | 25,96      | 9          |
| VU-ID                           | 2,55       | 0          | -          |            | -          |            |
| VLD/VLD-Vivant                  | 18,64      | 7          | 12,73      | 4          | -          |            |
| Open Vld                        | -          |            | -          |            | 11,47      | 3          |
| Vivant                          | 2,06       | 0          | -          |            | -          |            |
| AGALEV/Groen                    | 15,98      | 6          | 9,01       | 3          | 14,53      | 5          |
| PVDA/PVDA+                      | 1,76       | 0          | 1,70       | 0          | 9,05       | 3          |
| Vlaams Blok/Vlaams Belang       | 28,11      | 10         | 26,96      | 9          | 9,38       | 3          |
| Nieuwe Partij                   | -          |            | 0,7        | 0          | -          |            |
| WOW                             | 0,85       | 0          | -          |            | -          |            |
| Total des votes                 | 84497      | 84497      | 89714      | 89714      | 87732      | 87732      |
| % de participation              | 85,67      | 85,67      |            |            | 82,98      | 82,98      |
| % des votes blancs et invalides | 3,57       | 3,57       | 3,92       | 3,92       | 3,34       | 3,34       |

Les chiffres soulignés constituent la majorité de la gouvernance négociée qui en résulte. De 2013 à 2018 il s'agit de la coalition entre la N-VA, Groen et Open Vld, qui représentent ensemble 17 des 33 sièges.